# Heraion von Argos

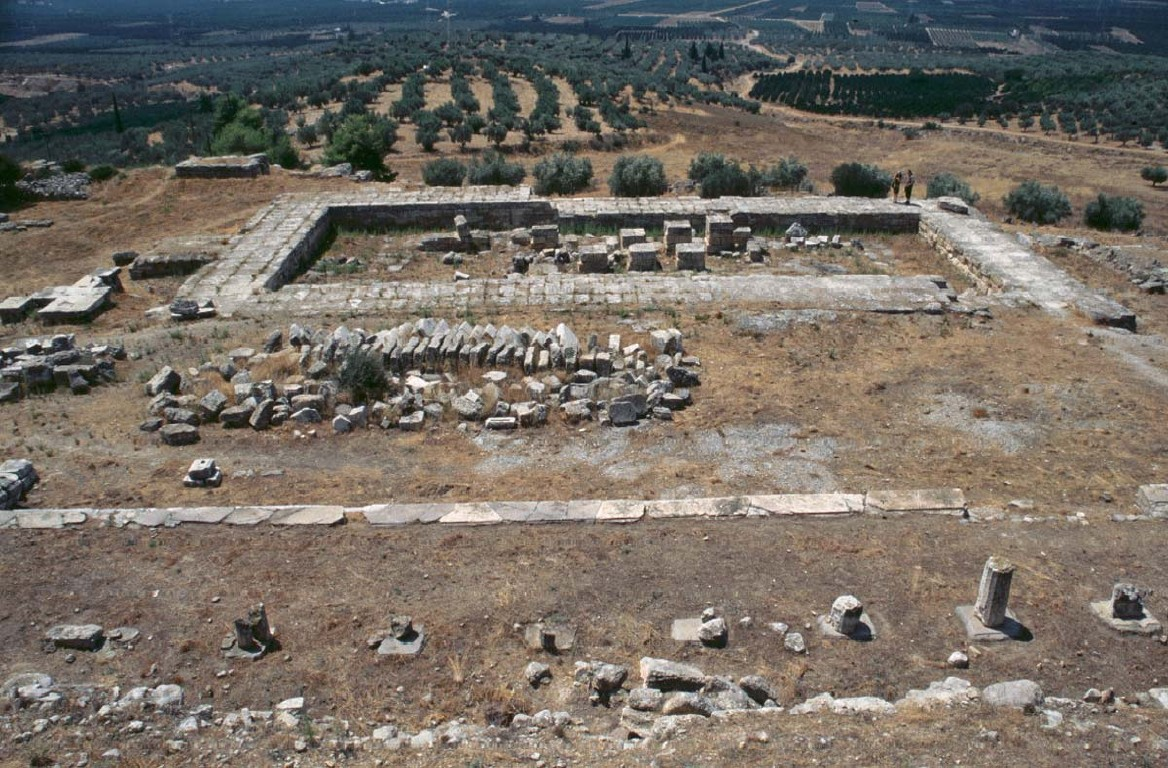
Der neue Hera-Tempel im Heraion

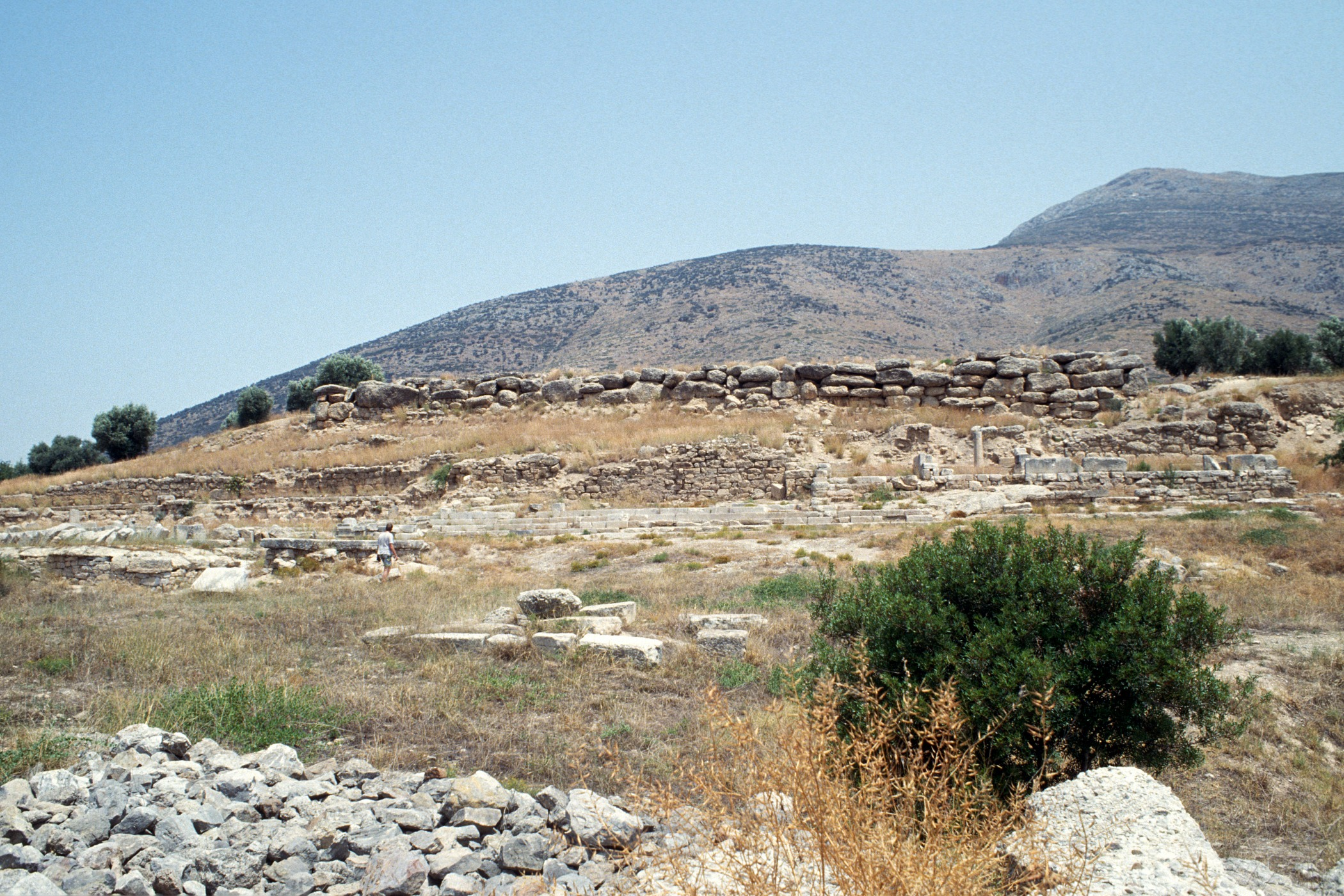
Blick über das Gelände nach Norden

Das Heraion von Argos (griechisch Ηραίον Άργους) war im Altertum eines der wichtigsten Heiligtümer der Hera in Griechenland. Die Ruinen liegen auf dem Peloponnes zwischen den mykenischen Orten Mykene und Midea und der Stadt Argos gegenüber.

## Lage
Das Heraion von Argos wurde auf dem 152 m hohen Ausläufer Akraia (altgriechisch Ἀκραία = auf der Höhe) am südlichen Fuß des Berges Aetovouno errichtet. Der etwas östlicher gelegene Berg Profitis Ilias wurde in der Antike Euböa (altgriechisch Εὔβοια = das rinderreiche) in Erinnerung an das heilige Tier der Göttin Hera genannt. Nördlich und westlich des Heiligtums verläuft das Bachbett des Revma tou Kastrou (griechisch Ρεύμα του Κάστρου = Burgbach), dem antiken Eleutherion (altgriechisch Ἐλευθέριων = Unabhängigkeit), und östlich des Glykia (griechisch Γλυκιά = Süße), dem antiken Asterion (altgriechisch Ἀστέριον = Stern).
Das Heraion lag in zentraler Lage zu den wichtigsten antiken Stätten in der Argolis, 4,5 km südlich von Mykene, 6,5 km nordöstlich von Argos, 10,5 km nördlich von Tiryns, 13 km nördlich von Nafplio und 7,5 km nordwestlich von Midea.

## Beschreibung
Mit dem Heiligtum verbunden ist die Geschichte der beiden Brüder Kleobis und Biton, die sich wie Ochsen vor den Wagen ihrer Mutter spannten, um sie rechtzeitig zum Hera-Fest zu bringen, worauf sie nach getaner Arbeit einschliefen und nicht mehr aufwachten, weil ein Tod am Zenit des Lebens der größte Lohn für den Menschen sei.
Das Heiligtum liegt nordöstlich der Stadt Argos, etwa zwei Kilometer nördlich des heutigen Dorfes Neo Ireo (Νέο Ηραίο, vormals Chonikas, Χώνικας), auf einer weithin sichtbaren Terrasse und geht auf das 8. Jahrhundert v. Chr. zurück. Wichtigster Kultbau ist der Tempel der Hera. Vom ältesten Tempel ist praktisch nichts mehr erhalten, doch weiß man, dass er einer der ersten Tempel mit einem Peristyl war. Er wurde 423 v. Chr. durch Feuer zerstört. Der neue Tempel wurde ca. 420–410 v. Chr. etwas unterhalb des alten vom Architekten Eupolemos erbaut. Er hatte ein Peristyl von 12 × 6 dorischen Säulen, in der Cella stand eine Statue der Hera aus Gold und Elfenbein, geschaffen von Polyklet, der Boden wies eine Kurvatur auf. Die meisten übrigen Gebäude stammen aus dem 7. oder 6. Jahrhundert v. Chr.
Noch die Kaiser Nero und Hadrian beehrten das Heraion mit Geschenken.
Der Geschichtsschreiber Hellanikos von Lesbos benutzte zur Datierung eine Liste der Priesterinnen des Heraion, die von mythischer Zeit bis in seine Gegenwart (Nikiasfrieden 421 v. Chr.) reichte.

## Erforschung
Die Lage des Heraions war lange Zeit unbekannt. Erst 1831 entdeckte der britische Offizier und Philhellene Thomas Gordon bei einem Jagdausflug die kyklopische Mauer der oberen Tempelterrasse. Deshalb führte er 1836 auf der mittleren Terrasse begrenzte Ausgrabungen durch und entdeckte hierbei die Grundmauern des klassischen Tempels. Unter den Funden befand sich auch der marmorne Schwanz eines Kuckucks. Eine weitere Ausgrabung führte 1854 Alexandros Rhizos Rhankaves zusammen mit Conrad Bursian durch. Man bestätigte die Existenz des klassischen Tempels. Man legte auch ein paar Grabungsschnitte in der näheren Umgebung an, da Pausanias jedoch nur den Tempel und keine weiteren Gebäude beschrieben hatte, glaubte man es gäbe nichts mehr zu finden. So grub man nur etwa 1 m tief und brach dann ab. 1878 legte der Archäologe Panagiotis Stamatakis etwa 550 m nordwestlich das Tholosgrab von Prosymna frei. Im Juli 1868 besuchte Heinrich Schliemann erstmals das Heraion und Ende Februar 1874 grub er dort mit zwei Arbeitern für einen Tag.
Die umfangreichste Ausgrabung führte in 4 Kampagnen von 1892 bis 1895 die American School of Classical Studies at Athens mit Unterstützung des Archaeological Institute of America durch. Der englisch-amerikanische Archäologe Charles Waldstein leitete die Grabung. Zu seinem Team gehörten unter anderem Professor Joseph Clark Hoppin, Professor Richard Norton und der Geologe Dr. Henry S. Washington. Hierbei entdeckte man auch die Kammergräber W1 und W2 des Friedhofs von Prosymna westlich des Heraions. 1921 bis 1923 führte Alan Wace Nachgrabungen durch am Tholosgrab von Prosymna durch. Carl Blegen legte von 1925 bis 1928 weitere 50 Kammergräber und ein Schachtgrab des Friedhofs von Prosymna frei und auf der Akropolis oberhalb der oberen Tempelterrasse fand er die Grundmauern von mykenischen Gebäuden. John Langdon Caskey und Pierre Amandry legten 1949 östlich des Ostgebäudes mehrere Grabungsschnitte an. Ein weiteres Kammergrab wurde 1957 von Nikolaos M. Verdelis 250 m nördlich des Heiligtums erforscht.